# Nekketsu Saikyō Go-Saurer
Nekketsu Saikyō Go-Saurer (熱血最強ゴウザウラー, Nekketsu Saikyō Gōzaurā, também chamado de "O Ardente Sangrento e Poderoso Go-Saurer", "Paixão Incomparável Gozaurer" ou "Gozaurer"), é um anime de 51 episódios, e a terceira série da franquia Eldran fundada por Tomy e produzida pela Sunrise. Foi ao ar no Japão dia 3 de Março de 1993 até 23 de Fevereiro de 1994. A história gira em torno de um grupo de crianças do ensino fundamental que estão dando o comando de um mecha chamado Go-Saurer e seus esforçam para defender a Terra do Império Kikaika.

## Enredo
O Império Kikaika (literalmente mecanização) invade o nosso sistema solar, e em questão de momentos eles dominam e converte Netuno, Urano, Saturno, Júpiter e Marte, e definem suas vistas sobre a Terra. No entanto, uma coisa que está em seu caminho. O antigo Protetor da Terra e soldado da luz, Eldoran. Para combater esta ameaça, ele presenteia uma classe da 5ª série com 3 enormes dinossauros robóticos, com o poder de unir e formar o robô gigante Gosaurer, que depois poder pilotar e usar para avançar e acabar com o Império Kikaika.

## Os robôs
Ao contrário da série anterior de Eldran, tanto o Gosaurer e o Magnasaurer são transformados pela própria escola, em vez de lançados sob a base da escola/rua, o que significa que as instalações na escola são utilizáveis, mas também significa que a armadura é extremamente fraca.

### Gosaurer
(Apesar de não se envolver na batalha, que era a parte central da escola, incluindo a sala de aula que os Saurers pertence)

## Banda Sonora

### Abertura
1. 1: "KEEP ON DREAMING" por Seraphim
2. 2: "KEEP ON DREAMING  VERSÃO SAURERS" por SAURERS

### Encerramento
"OUR GOOD DAY...Bokura no GOOD DAY" por Megumi Hayashibara